# Rödhakad smaragd
Rödhakad smaragd (Hylocharis sapphirina) är en fågel i familjen kolibrier.

## Utseende
Rödhakad smaragd är en liten kolibri med rak näbb, röd med svart spets. Hanen är grön på ryggen med glänsande violettblå undersida, kopparfärgad stjärt och vit undergump. Honan är gråaktigt mörk under med vissa mörka fläckar på bröstet. Båda könen har roströd haka, men detta kan vara svårt att se.

## Utbredning och systematik
Fågeln förekommer från östra Colombia till Guyanaregionen, södra Venezuela, sydöstra Brasilien och nordöstra Argentina. Den behandlas som monotypisk, det vill säga att den inte delas in i några underarter.

## Status
Arten har ett stort utbredningsområde och beståndet anses vara stabilt. Internationella naturvårdsunionen IUCN listar den därför som livskraftig (LC).